# Цитадель (Рига)
Цитаде́ль (латыш. Citadele) — бывшая крепость в Риге, рядом со Старым городом, существовавшая в XVII—XIX веках. Обеспечивала дополнительную оборону города, служила местом дислокации городского гарнизона. Сильно пострадала во время осады Риги войсками Петра Первого в 1709 году, неоднократно перестраивалась. Как крепость была упразднена в 1867 году. 
В настоящее время название «Цитадель» сохраняется за местностью, где располагалась эта крепость — между берегом Даугавы севернее Рижского замка, улицей Кришьяня Валдемара, бульваром Кронвалда и городским каналом. Сохранился ряд старинных построек.

## История
Строительство Цитадели началось во времена нахождения Риги под властью шведского короля. Ещё в 1630-е годы к северу от Рижского замка возводились отдельные укрепления, чтобы предотвратить возможность нападения неприятеля со стороны моря. По первоначальному проекту инженера Роденбурга (начало 1640-х годов), в состав Цитадели должен был войти и сам Рижский замок. После расширения по проекту Э. Далберга (1670-е годы) Цитадель представляла собой крепость, опоясанную земляными валами с шестью пятиугольными бастионами, рвом и двумя равелинами; дополнительные укрепления были возведены и со стороны реки. Внутри стояло несколько деревянных казарм, хранились орудия, снаряды и порох. С городом Цитадель была соединена разводным мостом, подводившим к Королевским воротам, встроенным в крепостной вал; ещё двое ворот выходили к Даугаве и на северную сторону.

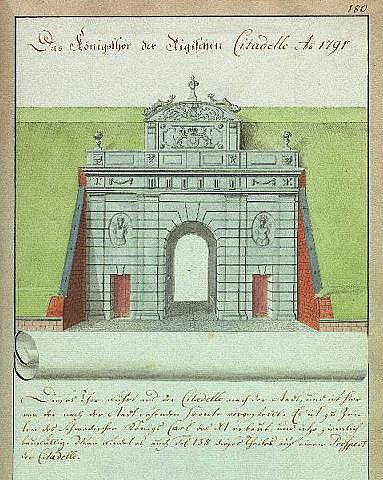
Королевские ворота Рижской цитадели. Рисунок Иоганна Кристофа Бротце (1791)

Первое нападение было отражено Цитаделью во время русско-шведской войны, при вторжении войск русского царя Алексея Михайловича в Шведскую Ливонию, когда осада Риги длилась более месяца. Крепость выдержала и осаду саксонскими войсками в 1700 году. Однако позднее, в 1709 году, Цитадель понесла очень серьёзный ущерб, когда осадившие её войска Петра I подвергли город мощным артиллерийским обстрелам. Эта осада длилась 9 месяцев. Утром 12 (23) декабря от меткого попадания снаряда в Цитадели загорелась башня, где хранилось 1200 бочек пороха. Пожар перекинулся и на соседнюю башню, в которой было складировано 1800 гранат. Прогремевшие взрывы разрушили все строения Цитадели, земляную насыпь со стороны Даугавы и ближайшие постройки в городе; около 800 человек погибло.
После взятия Риги русскими войсками Цитадель была восстановлена. Здесь хранился запас продовольствия и оружия, достаточный для 30-тысячной армии; имелись пороховые погреба и даже ветряные мельницы. Деревянные здания постепенно заменили каменными, часть из которых сохранилась до настоящего времени. При очередной реконструкции по проекту А. Вильбоа (1769) был воплощен регулярный план с центральной площадью и раздельным по функциональному назначению расположением зданий. Рядом с площадью была построена православная церковь Петра и Павла (1781—1786), дом коменданта, гауптвахта, вместительный артиллерийский арсенал (1799—1801, снесён в 1965), жилые дома для офицеров. По периметру вдоль валов стояли деревянные солдатские казармы.

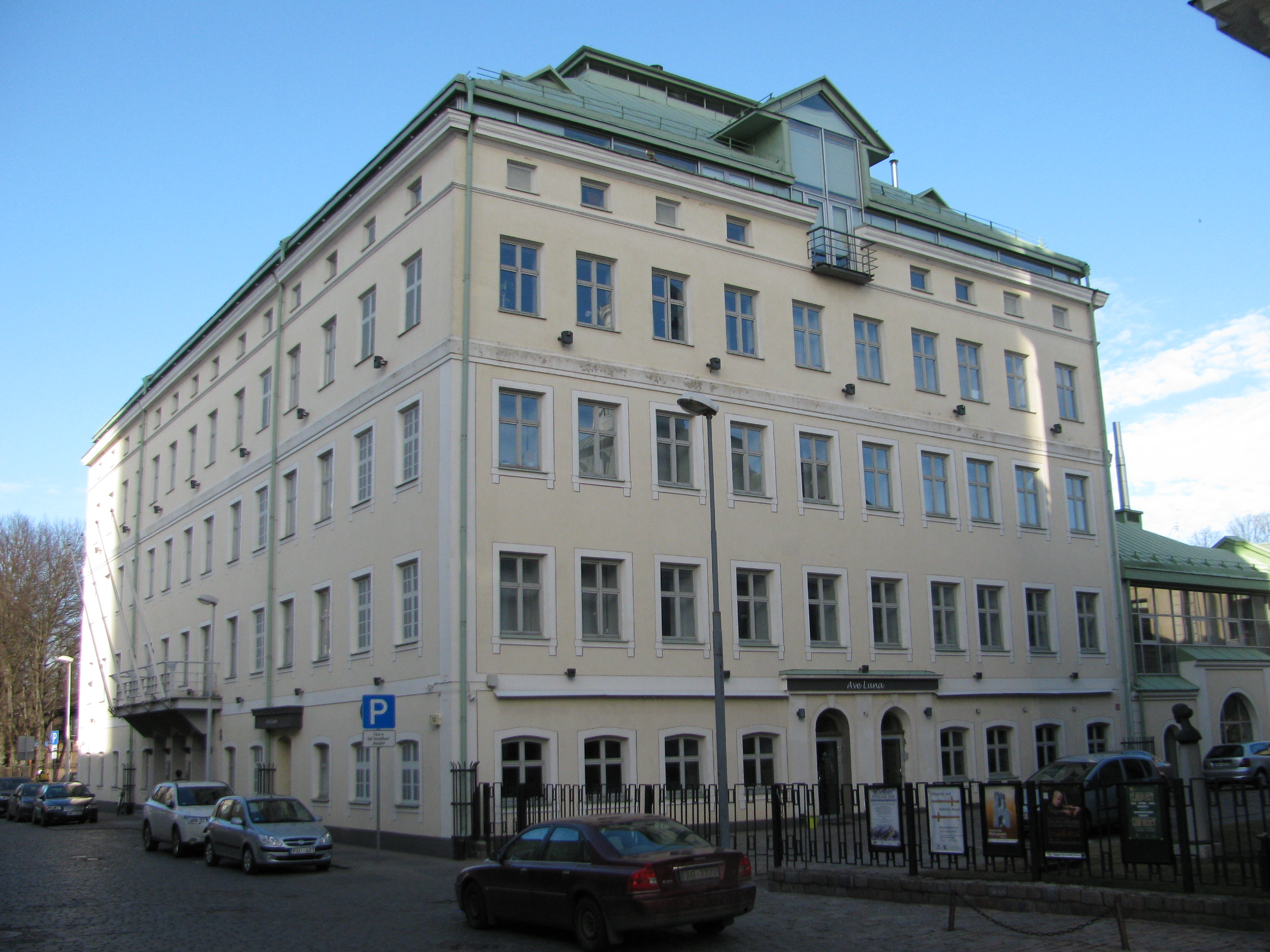
Бывшая губернская тюрьма

Одним из наиболее заметных строений в Цитадели был трёхэтажный «смирительный дом» (губернская тюрьма), построенный в 1786—1789 годах. Это здание, надстроенное во второй половине XIX века ещё одним этажом, сохранилось до наших дней (ул. Цитаделес, 12) и признано памятником архитектуры государственного значения.
18 (30) августа 1804 года с территории Цитадели стартовал первый полёт человека на воздушном шаре над территорией Латвии (льежский аэронавт Этьен-Гаспар Робертсон пролетел около 20 километров в северо-восточном направлении).
В 1850-е годы Цитадель в числе других рижских укреплений было решено ликвидировать. Как крепость она была упразднена 22 июня (4 июля) 1867 года. В 1871 году укрепления и эспланады Цитадели передали городу, за исключением участков под духовной семинарией (ныне Анатомикум), под дровяным складом на берегу канала и под сараями перевозчиков в нынешнем квартале Форбург на улице Аусекля. В 1872—1875 годах были срыты защитные валы Цитадели и засыпаны окружавшие её рвы (один из участков крепостного рва сохранили, присоединив к городскому каналу и обеспечив его соединение с Даугавой). Прикрепостная территория была благоустроена по проекту рижского инженера и землемера Рихарда Штегмана. Королевские ворота Цитадели, сооружённые из гранита и железа, встроили в Рижский замок рядом с конюшнями начала XIX века. Однако здания Цитадели в своём большинстве оставались в собственности военного ведомства, которое вплоть до Первой мировой войны отказывалось продать их губернским властям.

Рижская Цитадель на старинных изображениях
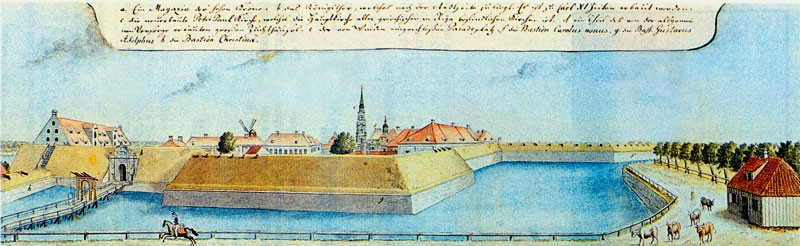
Вид на Цитадель со стороны города в конце XVIII века. Рисунок И. К. Бротце
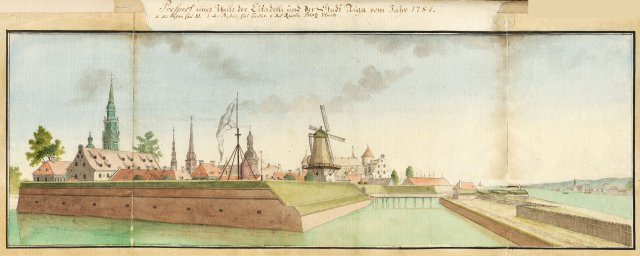
Вид Цитадели с севера. Рисунок И. К. Бротце (1784)

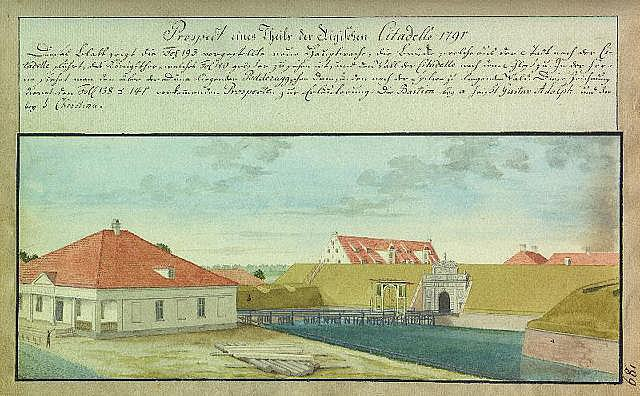
Въезд в Цитадель. Рисунок И. К. Бротце (1791)
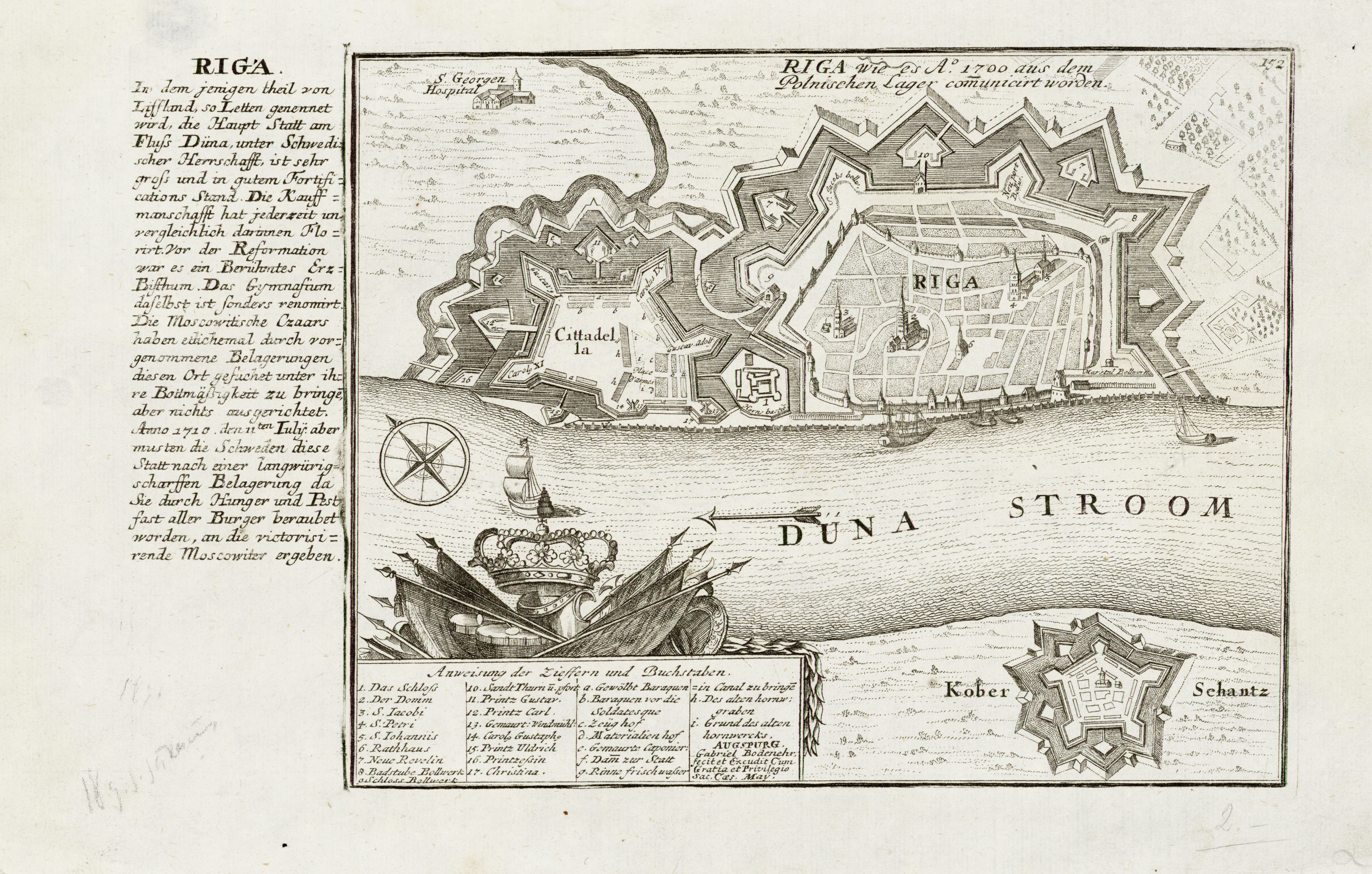
Укрепления Риги на плане 1700 года
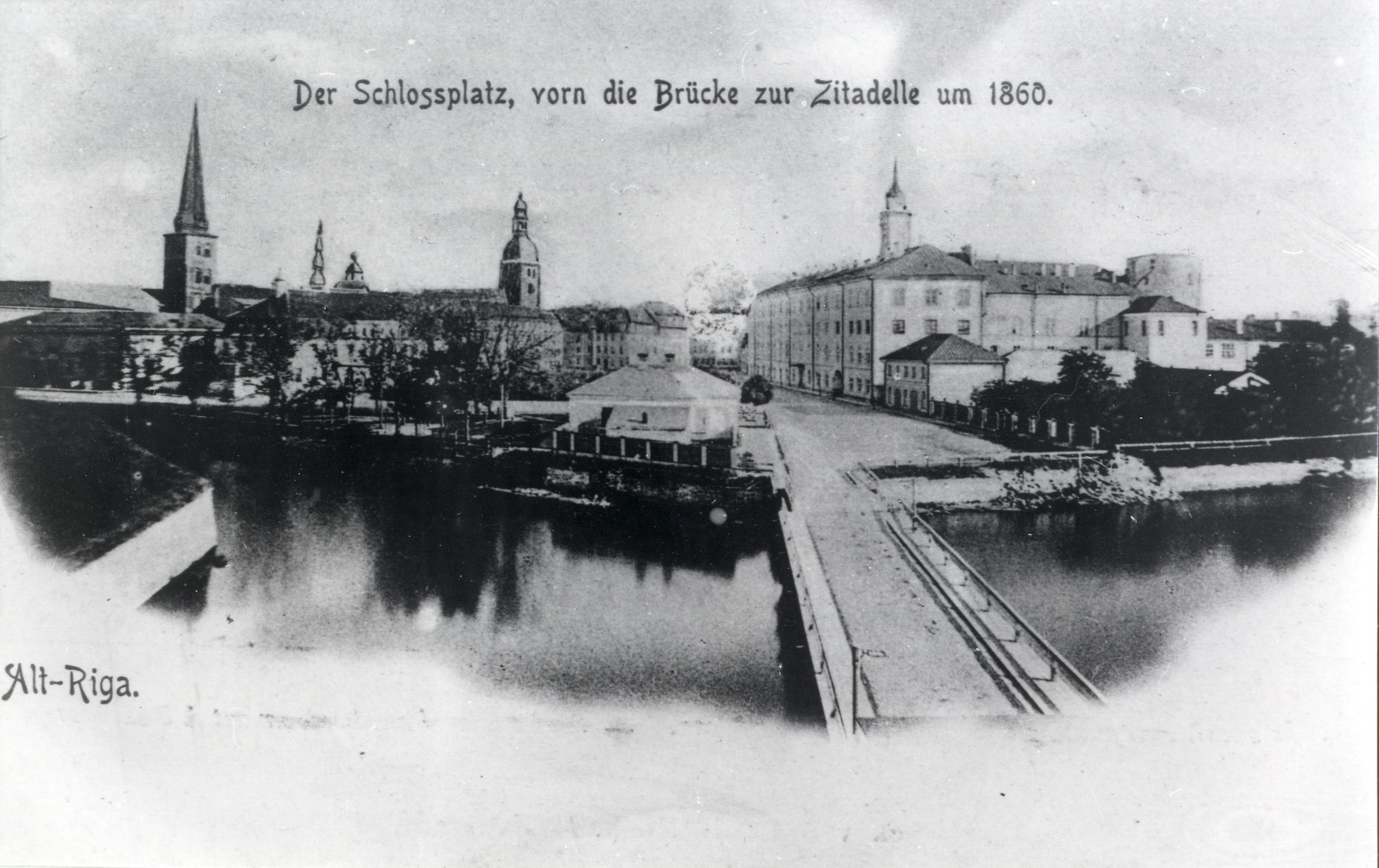
Вид из Цитадели на Замковую площадь. Фото 1860 года

## Современное состояние
В 1965 году архитекторы Э. Пучиньш, К. Алкснис и В. Дорофеев разработали проект правительственного центра Латвийской ССР, включавший три высотных здания (24, 20 и 19 этажей), которые планировалось возвести на территории бывшей Цитадели. Все уцелевшие постройки XVII—XIX веков, под предлогом их ветхости, подлежали сносу. Новый правительственный комплекс на 7 тысяч рабочих мест должен был разместиться на просторной площади Республики, которая проектировалась как главная общественная площадь города — для проведения массовых демонстраций, военных и спортивных парадов. Эта площадь должна была выходить к набережной Даугавы, отделяясь от неё зелёной зоной. На площади Республики планировалось воздвигнуть памятник в честь 50-летия Октябрьской революции; на берегу Даугавы был установлен закладной камень будущего монумента (демонтирован в конце 1980-х годов).
По разным обстоятельствам первоначальный проект не был полностью воплощён. Было сооружено лишь высотное здание Министерства сельского хозяйства (1968—1978, архитекторы А. А. Рейнфелдс, В. П. Кадирков и В. М. Майке), построенное на месте арсенала Цитадели и дома коменданта крепости; ряд построек прежних веков сохранился. В 1970—1980-е годы группа архитекторов под руководством Иманта Якобсонса неоднократно возвращалась к проектам непостроенных зданий, в том числе предлагая завершение начатого высотного комплекса меньшими по размеру зданиями, однако эта идея также не была поддержана. Уже в начале XXI века на площади Республики возвели современное здание Parex Banka (ныне банк Citadele; 2003—2008, архитектор Майнхард фон Геркан — дом № 2А) и так называемый «Дом Центра» (2002—2005, архитекторы Угис Шенбергс и Мартинус Шуурман — дом № 3).
Церковь Петра и Павла в 1986—1987 годах была реконструирована под концертный зал камерного хора «Ave Sol» (архитектор М.-Э. А. Менгеле) и до сих пор используется в этом качестве, хотя с 2012 года в отдельные дни здесь проводятся и богослужения.
В 1990 году у стен церкви Петра и Павла был установлен бюст Анны Керн, героини одного из увлечений Пушкина (скульпторы Лигита Улмане и Оярс Брегис). Муж Анны Петровны, Е. Ф. Керн, с 1823 по 1827 год был комендантом Рижской крепости и в эти годы проживал вместе с супругой на территории Цитадели, регулярно выезжая в Санкт-Петербург. В память о семье Керн назван выстроенный в Цитадели в 2017 году жилой комплекс «Kern Residences» (ул. Цитаделес, 6).
Память о рижской Цитадели сохраняется в названии улицы (Цитаделес) и известного в Латвии банка (Citadele banka), расположенных сегодня на месте этой бывшей крепости.

Современные виды Цитадели
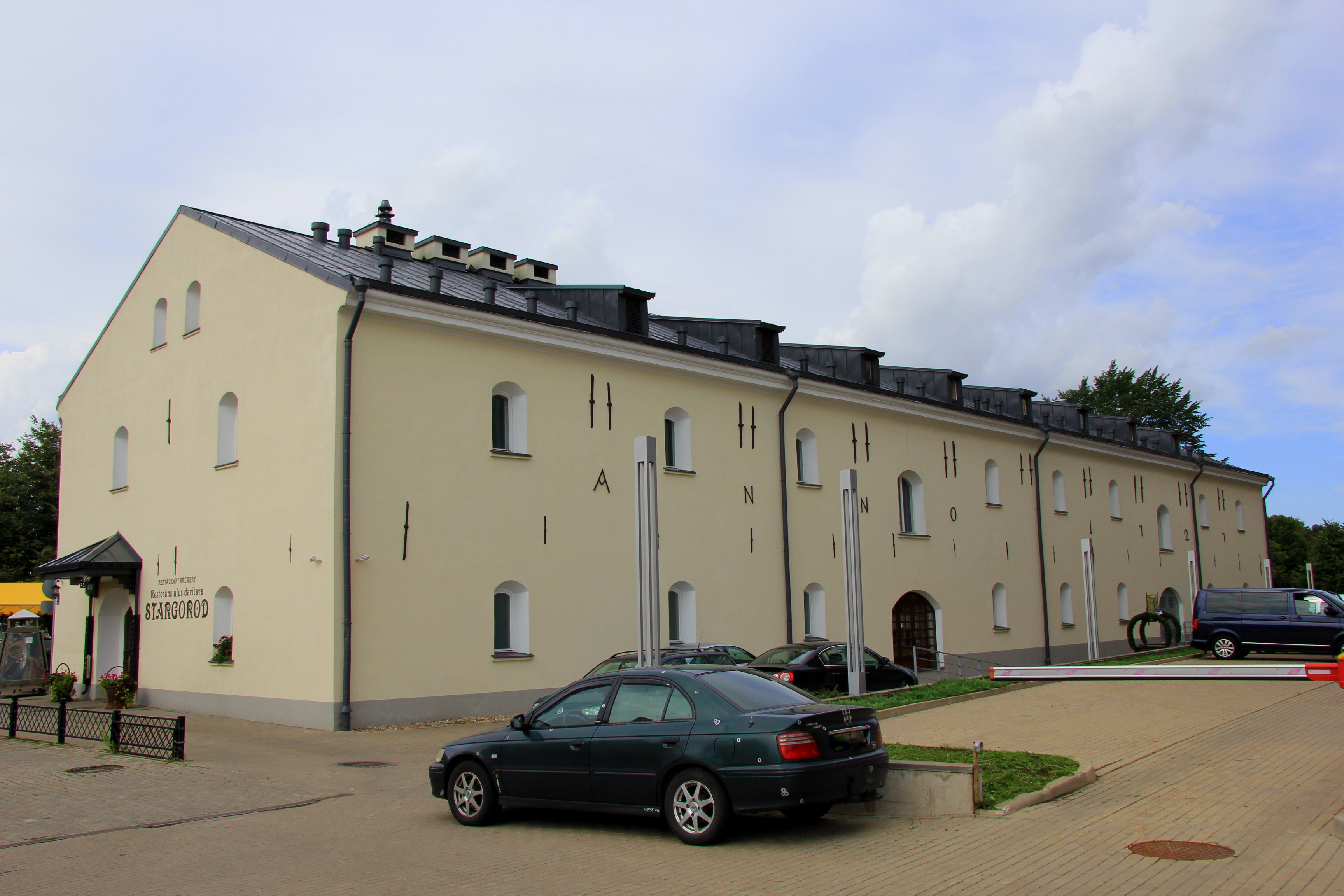
Один из сохранившихся амбаров Цитадели
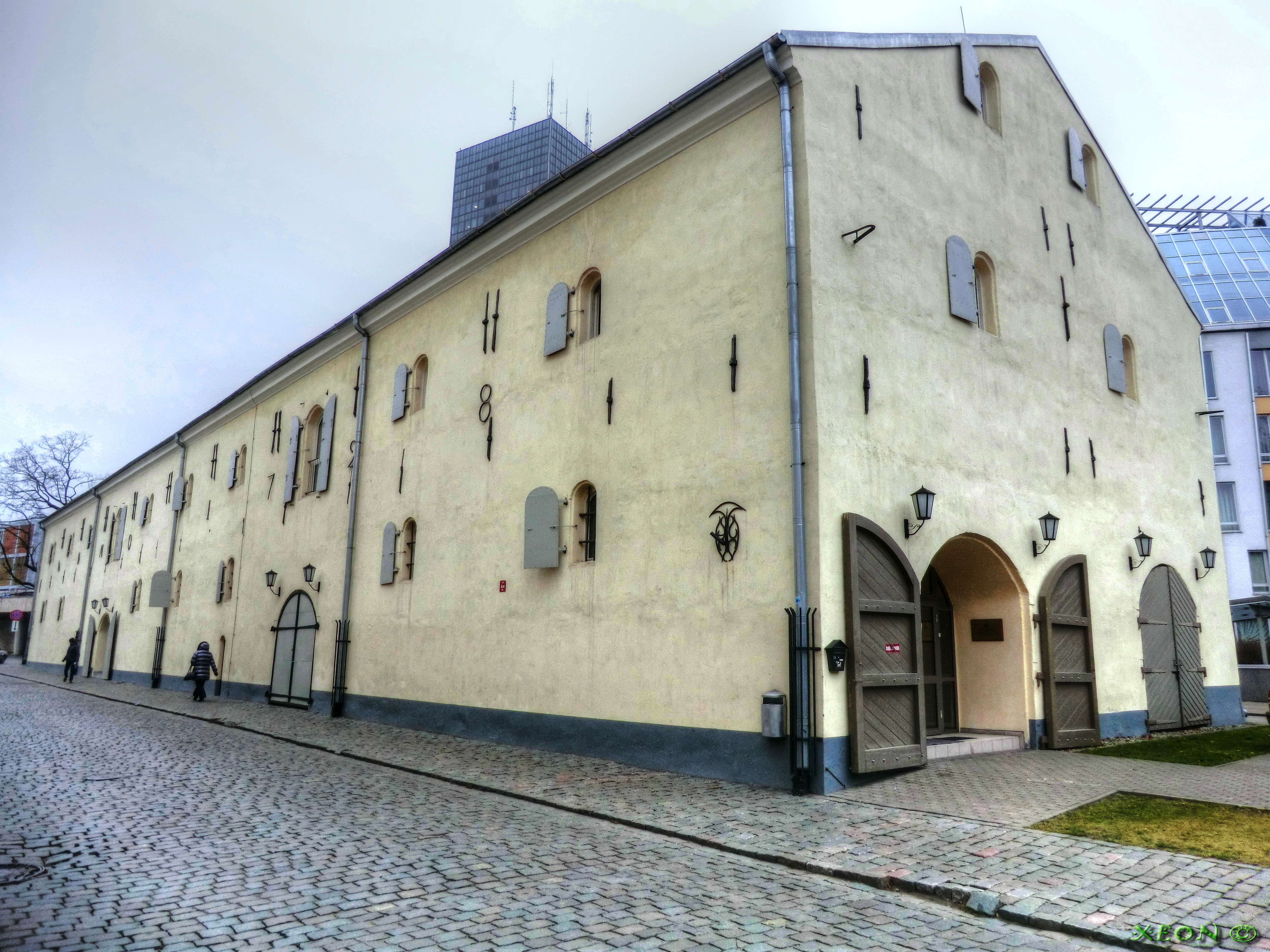
Другой сохранившийся амбар
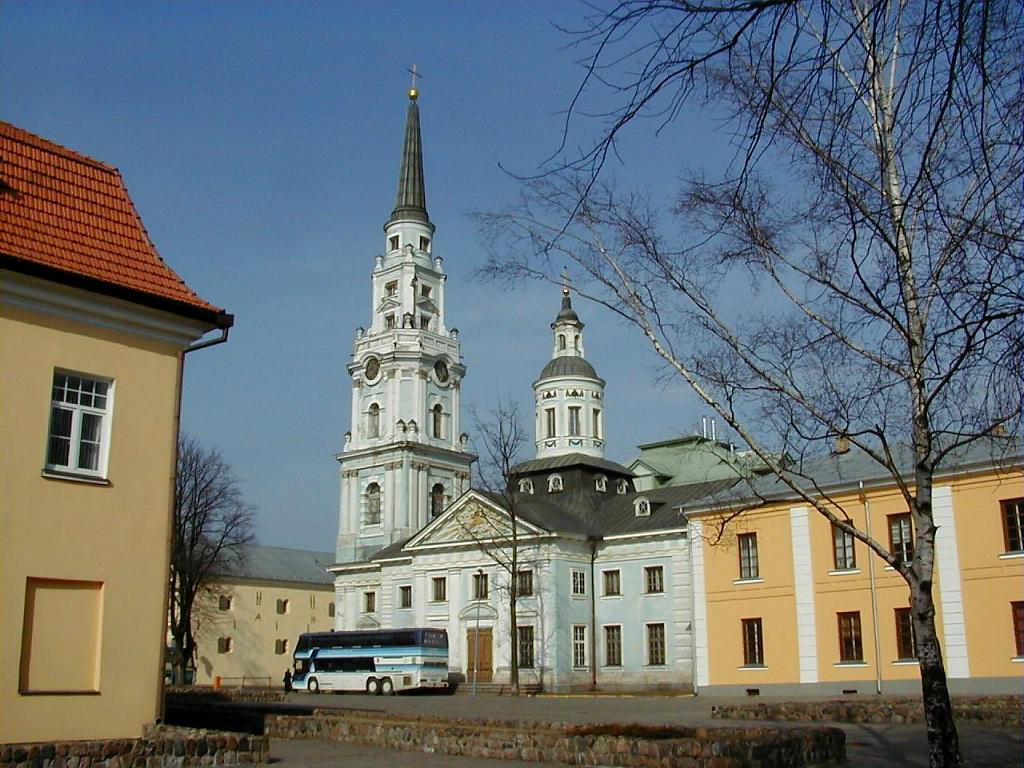
Вид на церковь Петра и Павла

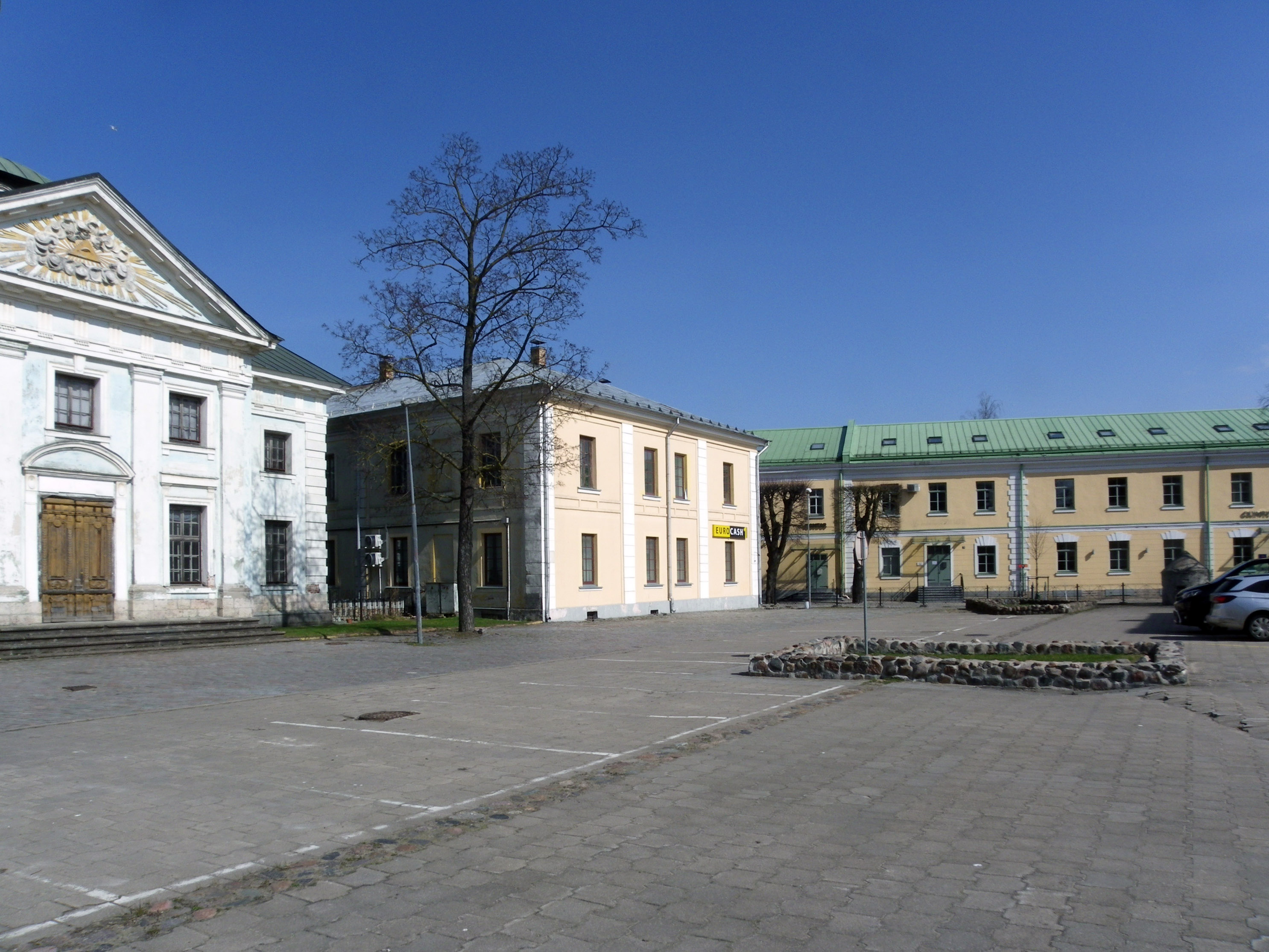
Центральная площадь Цитадели
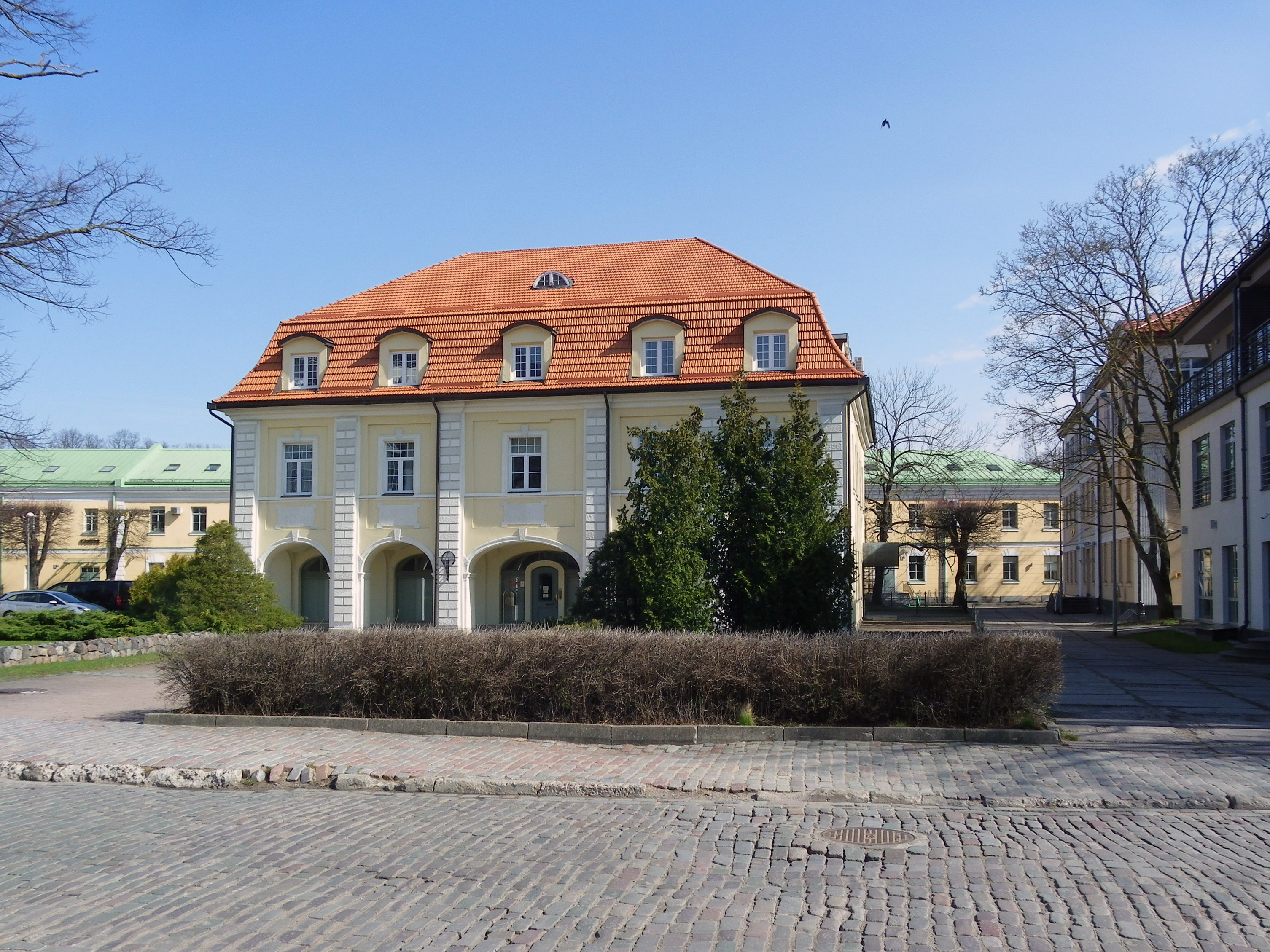
Бывшая гауптвахта, ныне Патентное управление Латвийской Республики
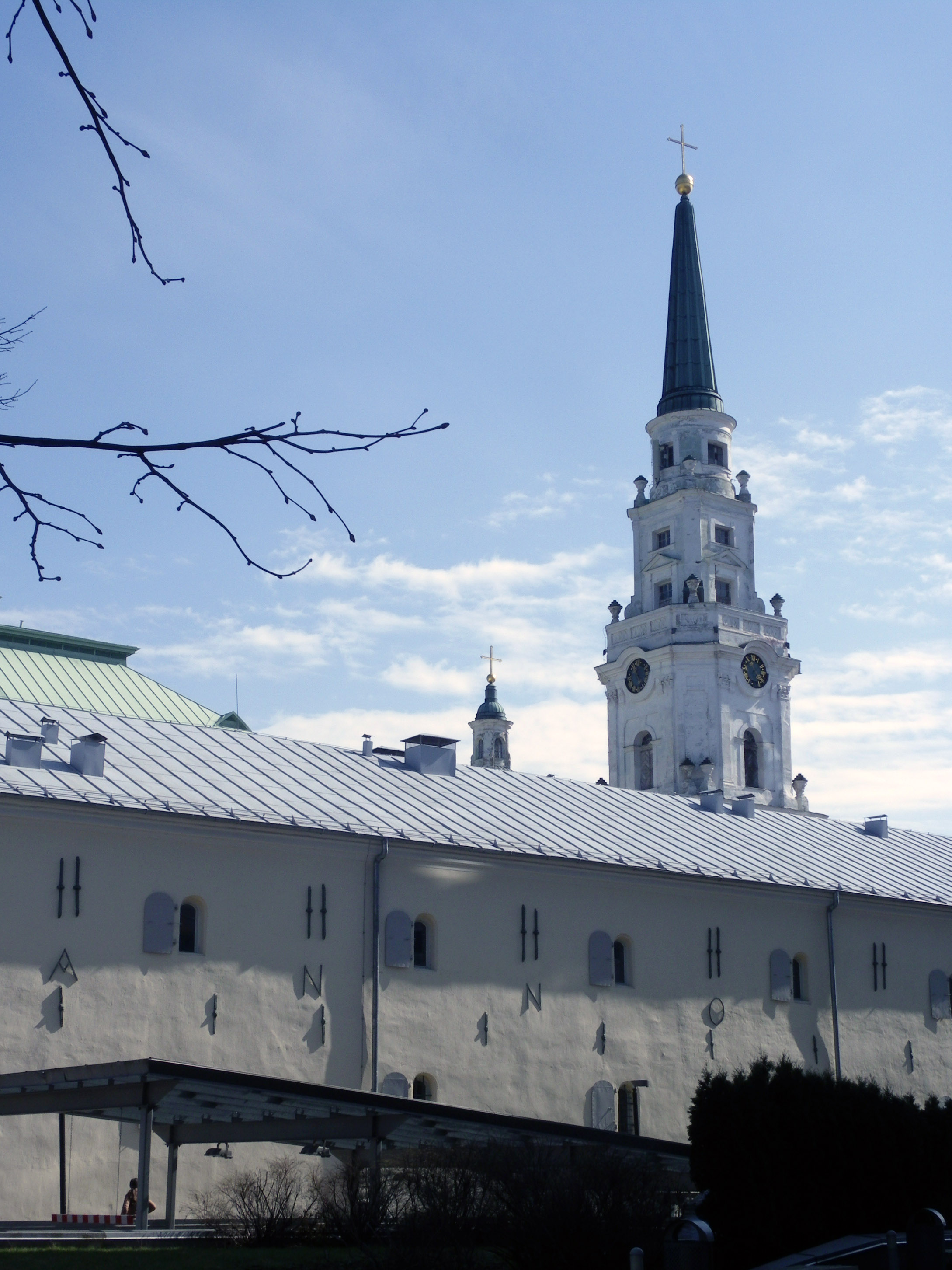
Вид от улицы Микеля
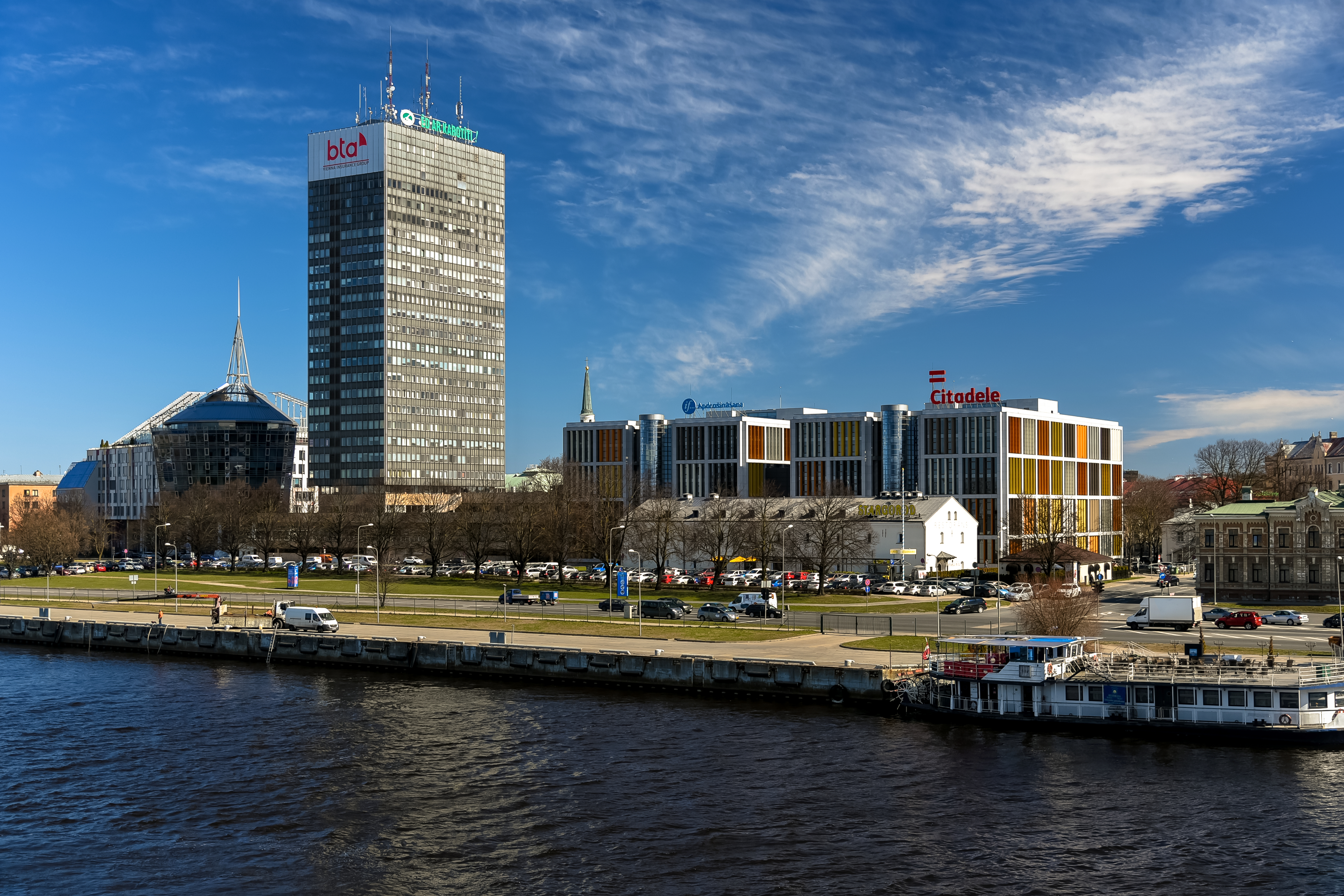
Вид на место Цитадели от набережной